# Маха Вачиралонгкорн
Рама X или Маха Вачиралонгкорн (тај. มหาวชิราลงกรณ บดินทรเทพยวรางกูร-; рођен у Банкоку 28. јула 1952), актуелни је краљ Тајланда, на функцију је ступио 13. октобра 2016 године након смрти оца Раме IX.
Тајландски монарх нема политичку моћ, већ обавља искључиво церемонијалне функције.

## Биографија
Син јединац и друго дете краља Раме IX и његове супруге краљице Сирикит рођен је 28. јула 1952. године. Има три сестре: принцезу Уболратану Рајакању (рођену 1951), принцезу Маха Чакри Сириндхорн (рођена 1955) и принцезу Чулабхорн Валаилак (рођена 1957).
Основно образовање стекао је у Бангкоку, затим је послат на студије у Велику Британију и Аустралију . Године 1976. дипломирао је на Краљевском војном колеџу у Канбери у Аустралији, где је стекао обуку за војног пилота.
Служио је као штабни официр у Управи војно-обавештајне службе, а 1978. године постављен је за команданта батаљона, затим пука краљеве личне гарде. Седамдесетих година прошлог века, као део летачког пука, борио се на северу Тајланда против комунистичких побуњеника и учествовао у војним операцијама против вијетнамских партизана у близини границе са Камбоџом.
Добио чин квалификованог војног авијатичара и пилота хеликоптера.
Проглашен за краља Тајланда 1. децембра 2016. године, формални датум ступања на трон био је 13. октобар

### Краљево богатство
Укупна величина је непозната, али по форбсу, према проценама из 2012 године износила је 30 милијарди долара, што се сматра да су монарси једни од најбогатијих на свету.
Према другој процени краљевско богатство је било 56 милијарди долара.